# Jörg Loppaschewski

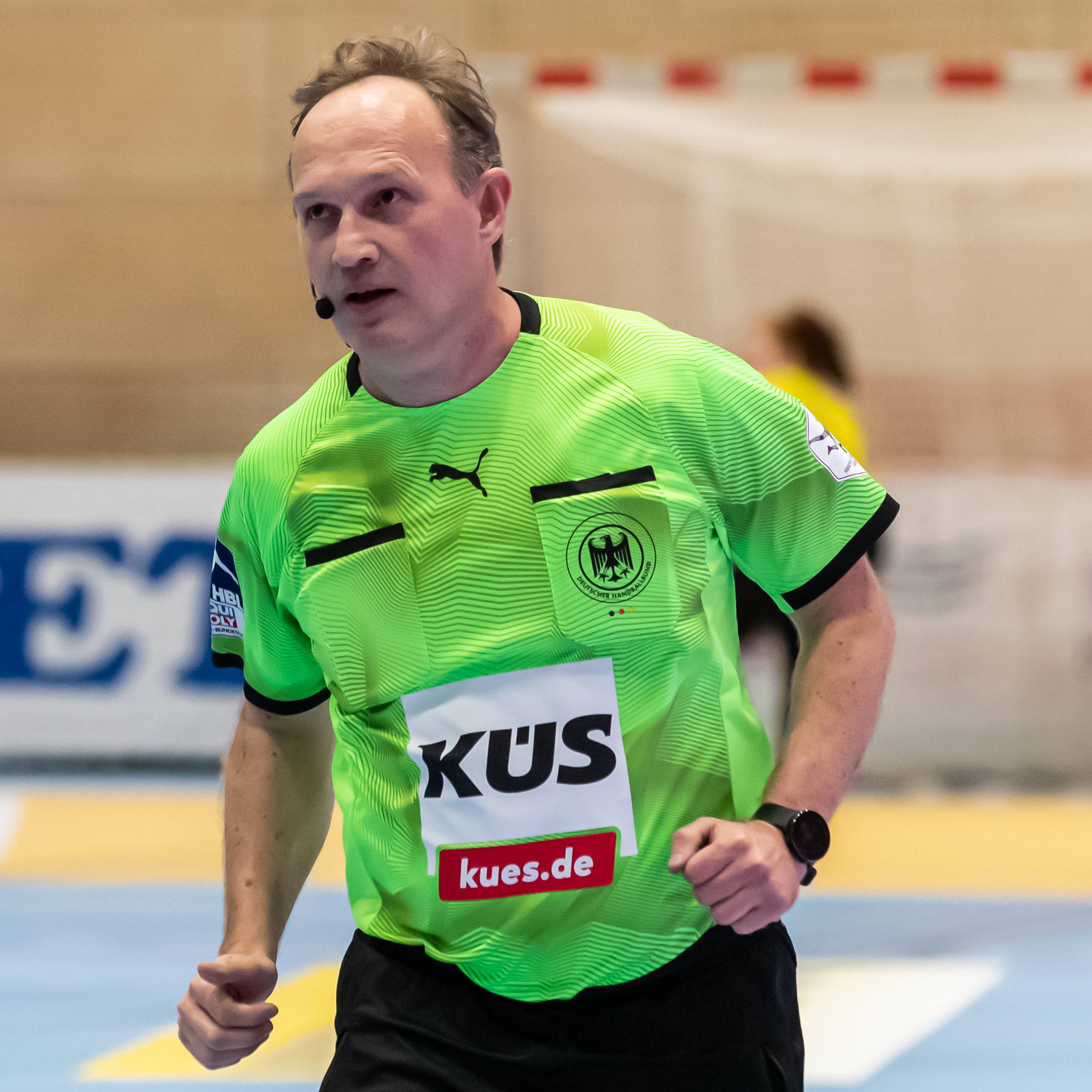
Jörg Loppaschewski (2020)

Jörg Loppaschewski (* 1972) ist ein ehemaliger deutscher Handballschiedsrichter aus Berlin. Er gehörte dem Elitekader des DHB an und ist der meist eingesetzte Schiedsrichter des Verbands.

## Karriere
Loppaschewski wurde 1987 Schiedsrichter. Sein Debüt auf Ebene des DHBs gab Loppaschewski mit seinem damaligen Gespannpartner Sascha Gremmel in der Saison 1993/94. 1998 debütierten sie mit dem Spiel SC Magdeburg – TuS Schutterwald in der Handball-Bundesliga. Mit Nils Blümel pfiff er seit 2002 zusammen, nachdem Gremmel aus gesundheitlichen Gründen das Pfeifen aufgeben musste. Das Gespann Blümel/Loppaschewski gehörte bereits in ihrer ersten gemeinsamen Saison dem Perspektivkader des DHBs an, obwohl Blümel vorher nur bis zur Regionalliga Frauen gepfiffen hatte.
2025 beendete er seine Karriere. Mit 956 Einsätzen für den Deutschen Handballbund ist er damit der Schiedsrichter mit den meistens Einsätzen jemals.

## Privates
Loppaschewski hat auf der Position des Torwarts bis zur Regionalliga Handball gespielt. Er ist verheiratet und ist Vater einer Tochter.